# Richarville
Richarville är en kommun i departementet Essonne i regionen Île-de-France i norra Frankrike. Kommunen ligger i kantonen Dourdan som tillhör arrondissementet Étampes. År 2022 hade Richarville 388 invånare.

## Befolkningsutveckling
Antalet invånare i kommunen Richarville
| Referens: INSEE |